# Mandelparken

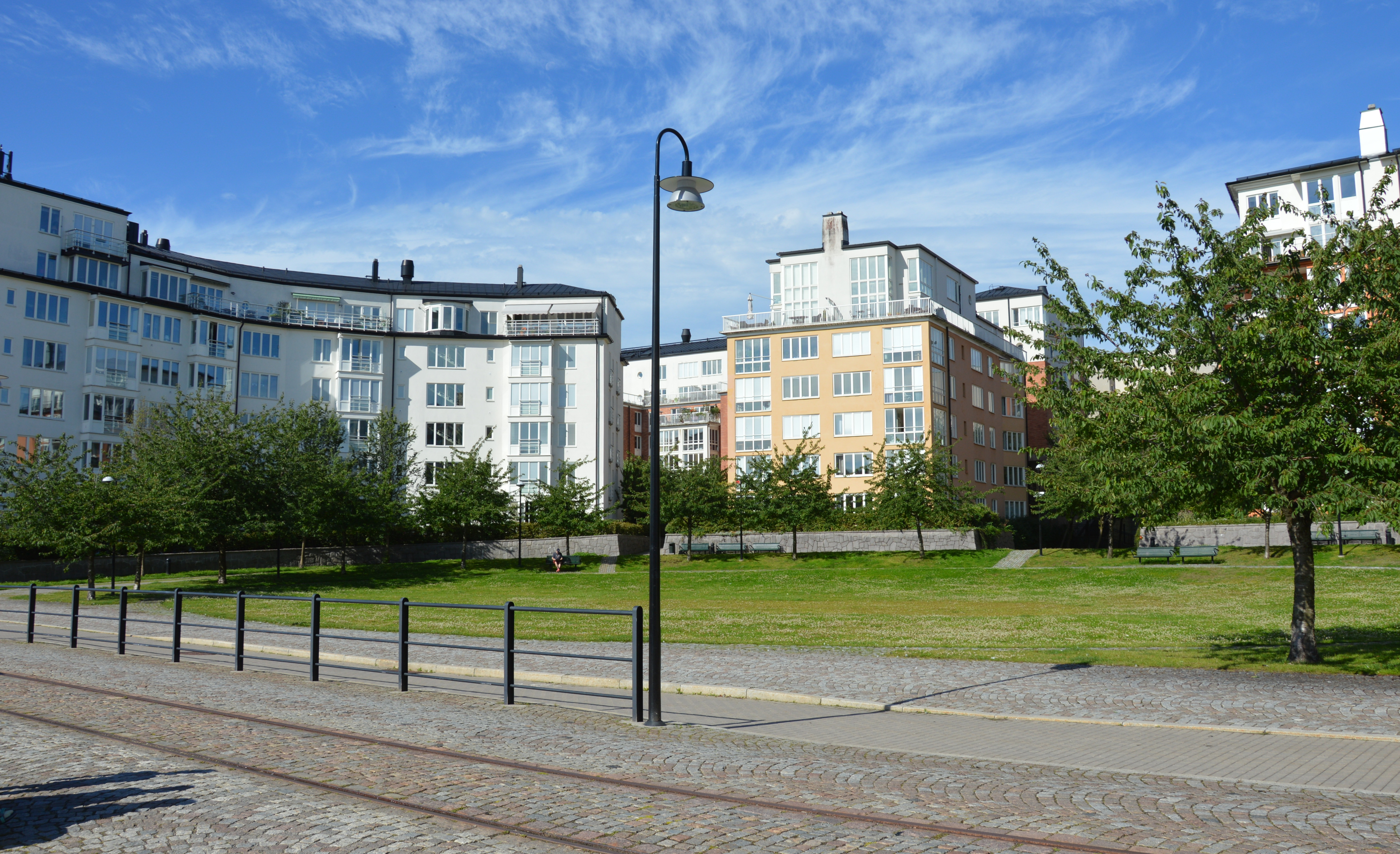
Mandelparken

Der Mandelparken ist ein Park in der schwedischen Hauptstadt Stockholm.
Er befindet sich am östlichen Ufer Södermalms, östlich der Tegelviksgatan. Westlich liegt der Hafen Norra Hammarbyhamnen. Der kleine Park ist als Oval angelegt und besteht aus einer ovalen Rasenfläche, die von einer ebenfalls als Oval angelegten Baumreihe aus Wildkirsch- und Wildbirnenbäumen umgeben wird. Die Länge des Parks beträgt etwa 70 Meter, bei einer Breite von etwa 50 Metern.
Die angrenzenden Wohnblocks sind nach Nektarine, Mandel und Pfirsich benannt. Die Namensgebung erinnert, wie die des Parks (deutsch: Mandelpark), an die ehemalige Nutzung des Gebiets als Teil des ehemals größten Stockholmer Hafens zum Handel mit Kolonialwaren.